# Harsin
Harsīn (farsi هرسین) è il capoluogo dello shahrestān di Harsin, circoscrizione Centrale, nella provincia di Kermanshah. Aveva, nel 2006, una popolazione di 51.562 abitanti. Si trova 44 km a est di Kermanshah.
È famosa per la produzione di kilim (in persiano gelim گليم) e di un particolare tipo di espadrillas chiamate giveh (گيوه).

## Note

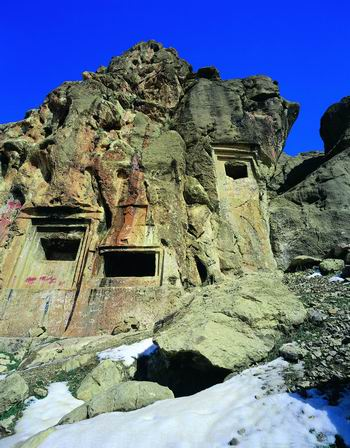
Le tombe di Essaqvand